# عرف لخضر (جعلان بني بو علي)
عرف لخضر منطقة سكنية تقع في ولاية جعلان بني بو علي، التابعة لمحافظة جنوب الشرقية في سلطنة عمان. يقدر عدد سكانها بـ 183 نسمة حسب إحصاء عام 2010 التابع للمركز الوطني للإحصاء والمعلومات الحكومي. رمز المنطقة هو 80430180.

## الوصلات الخارجية
- المركز الوطني للإحصاء والمعلومات، سلطنة عمان